# Tiskaretjärn
Tiskaretjärn este o arie protejată (arie specială de conservare — SAC, sit de importanță comunitară — SCI) din Suedia întinsă pe o suprafață de 21,5 ha, integral pe uscat.

## Localizare
Centrul sitului Tiskaretjärn este situat la coordonatele 59°55′07″N 12°45′44″E / 59.9185°N 12.7623°E.

## Înființare
Situl Tiskaretjärn a fost declarat sit de importanță comunitară în decembrie 1995 pentru a proteja un număr necunoscut de specii din flora spontană și fauna sălbatică aflate în arealul zonei. Situl a fost protejat și ca arie specială de conservare în martie 2011.

## Biodiversitate
Situată în ecoregiunea boreală, aria protejată conține 2 habitate naturale: Fânețe montane, Pajiști fino-scandinave uscate până la mezice, bogate în specii de altitudine mică.
La baza desemnării sitului se află un număr nedeclarat de specii protejate.